# Пембертон, Патрик
Па́трик Альбе́рто Пе́мбертон Берна́рд (исп. Patrick Alberto Pemberton Bernard; род. 24 апреля 1982, Коста-Рика) — коста-риканский футболист, вратарь клуба «Сан-Карлос». Выступал за сборную Коста-Рики. Участник двух чемпионатов мира по футболу (2014, 2018). Самый низкий вратарь среди всех участников чемпионата мира 2018.

## Карьера

### Клубная
Во взрослом футболе дебютировал в 2003 году выступлениями за «Алахуэленсе», в котором провел один сезон в качестве резервного голкипера команды.
В 2004 году присоединился к клубу «Кармелита», в составе которого провел один сезон. В состав клуба «Алахуэленсе» вернулся в 2006 году, где постепенно занял место основного вратаря команды.

### В сборной
В 2010 году дебютировал в составе национальной сборной Коста-Рики. За главную команду страны провел 39 матчей.
31 мая 2014 года был включен в заявку сборной для участия на чемпионате мира в Бразилии.
На Кубке Америки 2016 года провёл все три игры группового этапа, пропустив 6 мячей.